# HMAS Nestor (G02)
Pour les autres navires du même nom, voir HMS Nestor.
Le HMAS Nestor (G02) est un destroyer de classe N en service dans la Royal Australian Navy pendant la Seconde Guerre mondiale.
Le Nestor passa la plus grande partie de sa carrière à patrouiller et à servir de navire d'escorte dans l'océan Atlantique, en Méditerranée et en Extrême-Orient. En décembre 1941, le destroyer localisa et coula le sous-marin allemand U-127. En juin 1942, il fit partie de la force d'escorte de l'opération Vigorous, protégeant un convoi de ravitaillement à destination de Malte. Dans la soirée du 15 juin, le navire fut lourdement endommagé par une attaque aérienne. Malgré plusieurs tentatives de remorquage, le navire fut abandonné et sabordé au large de la Crète le lendemain matin. Le Nestor fut le seul navire de la Royal Australian Navy n'ayant jamais opéré dans les eaux australiennes.

## Conception et construction
Le Nestor avait une longueur hors-tout 108,7 mètres (longueur entre perpendiculaires de 69,95 mètres), un faisceau de 10,9 mètres et un tirant d'eau de 3,98 mètres, déplaçant 1 773 tonnes en charge standard et 2 550 tonnes à pleine charge. Il était propulsé par deux turbines à vapeur à engrenage Parsons alimentés par 2 chaudière à tubes d'eau Admiralty et conduisant tous deux un arbre d'hélice. Sa puissance était de 40 000 chevaux-vapeur (30 000 kW) produisant une vitesse de pointe de 36 nœuds (66,7 km/h). Son équipage se composait de 249 officiers et hommes d'équipage.
Son armement principal était composé de six canons QF Mark XII de 4,7 pouces en trois supports jumelés, un canon QF Mark V de 4 pouces, un canon « pom pom » de 2 livres, quatre mitrailleuses de 0,5 pouce, quatre canons antiaériens de 20 mm Oerlikon, quatre mitrailleuses .303 Lewis, dix tubes lance-torpilles de 533 mm Pentad, ainsi que deux lanceurs et un rack de charges de profondeur (emportant 45 grenades). Par la suite, son canon de 4 pouces fut retiré lors de son service opérationnel.
Propriété de la Royal Navy, le Nestor est mis sur cale aux chantiers navals Fairfield Shipbuilding and Engineering Company de Govan (Écosse) le 26 juillet 1939, il est lancé le 9 juillet 1940 par la fille de l'un des directeurs du chantier naval. Le destroyer est mis en service par la Royal Australian Navy le 3 février 1941. Il est nommé d'après Nestor, un roi de la mythologie grecque. Sa construction aura coûté 398 960 livres sterling.

## Historique
Lors de ses essais en mer, le Nestor effectua plusieurs déploiements au nord des îles Britanniques, où l'une fit l'objet d'une altercation entre membres d'équipage. Le 14 mai, une mutinerie eut lieu à bord en raison des lourdes beuveries répétitives du capitaine du navire et de deux autres officiers supérieurs. Les marins s'enfermèrent dans leurs chambres, refusant de servir sur le navire jusqu'à ce que les officiers soient relevés de leurs fonctions. Le médecin du navire fit une visite à bord (le navire était alors basé à Scapa Flow); l'amiral envoya des marines afin d'arrêter les trois officiers, avant de nommer un nouveau commandant.
Après avoir terminé ses essais en mer, le Nestor fut affecté à des fonctions d'escorte et de patrouille dans l'Atlantique Nord. Au cours du mois de mai, il fut impliqué dans la poursuite du cuirassé allemand Bismarck, avant d'être dérouté vers l'Islande afin de préserver du carburant lorsque la force alliée rencontra et coula le navire allemand. Transféré en Méditerranée en juillet 1941, le destroyer participa aux opérations des convois de Malte, puis effectua des tâches d'escorte dans l'Atlantique Sud avant de retourner en Angleterre pour une remise en état en octobre. Le destroyer fut remis en service en tant que destroyer d'escorte pour les convois de Malte en décembre. Le 15 décembre, le Nestor localisa et coula avec ses charges de profondeur le sous-marin allemand U-127 au large du cap Saint-Vincent. La totalité des membres d'équipage du submersible moururent dans cette attaque.
En janvier 1942, il fut réaffecté en Extrême-Orient. Pendant le voyage, le Nestor et plusieurs de ses sister-ships escortèrent le porte-avions HMS Indomitable lors de tentatives de livraison d'avions en Malaisie. Après cette mission, le Nestor rejoint l'Eastern Fleet basé à Colombo. En mars 1942, la ville d'Andover, dans le Hampshire, adopta le Nestor après avoir récolté 214 467 livres sterling au cours d'une Warship Week. En mai 1942, le destroyer retourna en Méditerranée.

### Perte
Le 12 juin 1942, le Nestor appareilla de Haïfa en tant que membre de la grande force d'escorte pour l'opération Vigorous ; un convoi de Malte composé de 11 navires marchands transportant de la nourriture, du carburant et des fournitures pour l'île assiégée,. Le harcèlement aérien du convoi débuta quasiment immédiatement après son départ du port. Dans l'après-midi du 15 juin, le convoi apprit qu'un second convoi (opération Harpoon) venant de l'ouest était arrivé avec succès et, compte tenu de la quantité d'attaques aériennes et des renseignements mentionnant une flotte italienne dans la région, il fut décidé de dérouter le convoi vers Alexandrie,.

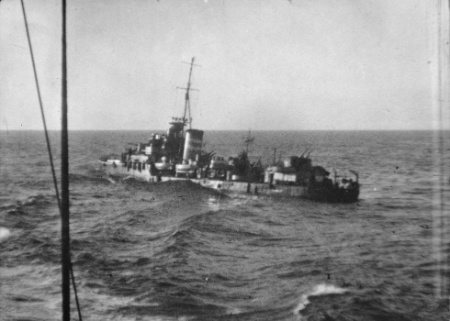
Naufrage du Nestor après son sabordage au matin du 16 juin.

Vers 18 h 0, au large de la Crète, un bombardier italien attaqua le Nestor au but, tuant quatre marins et endommageant gravement les salles des machines,. Le HMS Javelin lui porta assistance, mais à 5 h 30 le 16 juin, la quantité d'eau s'étant infiltré dans le navire ne permettait plus au Javelin de le remorquer. Ses membres d'équipage furent transférés sur le destroyer, qui fut ensuite sabordé avec des charges de profondeur,. Le Nestor fut le seul navire de la Royal Australian Navy n'ayant jamais opéré dans les eaux australiennes.
Le destroyer fut décoré de quatre honneurs de bataille pour son service lors de la traque du Bismark en 1941, ses services dans l'Atlantique en 1941, pendant les convois de Malte en 1941-42 et dans l'océan Indien en 1942,. Sa cloche fut récupérée puis exposée au musée du HMAS Cerberus.